# جونیا هوسوکاوا
جونیا هوسوکاوا (انگلیسی: Junya Hosokawa؛ زادهٔ ۲۴ ژوئن ۱۹۸۴) بازیکن فوتبال اهل ژاپن است.